# Jasonia
Jasonia es un género de plantas fanerógamas perteneciente a la familia de las asteráceas. Comprende unas 20 especies descritas y de estas, solo 3 aceptadas.

## Taxonomía
El género fue descrito por Alexandre Henri Gabriel de Cassini y publicado en Dictionnaire des Sciences Naturelles [Second edition] 44: 97. 1826. La especie tipo es Jasonia tuberosa (L.) DC.

## Especies
- Jasonia longifolia Cass.
- Jasonia radiata Cass.
- Jasonia tuberosa (L.) DC.

Jasonia glutinosa (L.) DC., tan bien representada en la península ibérica ha sido clasificada en el género Chiliadenus como Chiliadenus glutinosus (L.) Fourr.., aunque en otras publicaciones está todavía considerado como discutido.